# Diecéze Cefalù
Diecéze Cefalù (latinsky Dioecesis Cephaludensis) je římskokatolická diecéze na italské Sicílii, která tvoří součást Církevní oblasti Sicílie. Je sufragánní vůči arcidiecézi palermské.

## Stručná historie
Cefalù bylo sídlem diecéze již v 1. tisíciletí, první zmínka o biskupovi v Cefalù je z roku 680, ale během arabské vlády nad Sicílií zanikla. Znovu byla obnovena v roce 1131, kdy byla sufragánní vůči arcidiecézi messinské. V roce 1844 se stala součástí provincie arcidiecéze palermské.